# Arthur Janov
Arthur Janov (ur. 21 sierpnia 1924, zm. 1 października 2017  w Malibu) – amerykański terapeuta. Jego techniki terapeutyczne trudno zaliczyć do jednej szkoły psychoterapii. Zawierają one oryginalne elementy, nieobecne w innych technikach terapeutycznych.

## Technika regresywna Janova
Pacjent kontaktuje się z terapeutą najpierw telefonicznie. Terapia rozpoczyna się spędzeniem przez pacjenta doby w izolacji, podczas której nie może kontaktować się z innymi osobami, palić, pić, czytać, oglądać telewizji.
Jest to stan lekkiej deprywacji sensorycznej. Celem tych zabiegów jest osłabienie mechanizmów obronnych pacjenta i skoncentrowanie go na wewnętrznym problemie. Problem ten polega według Janova na stłumieniu u neurotyka prawdziwych uczuć i zamienieniu ich na zachowania neurotyczne.
Następnie z terapeutą wchodzi się w pamięć przeszłości poprzez skojarzenia i głębokie oddechy. Terapeuta zachęca pacjenta do wyładowywania emocji w postaci krzyków (regresja do poziomu dziecka), a następnie do przeżywania kolejnych, następujących po sobie emocji: bezsilności, wściekłości, beznadziejności, lęku (tłumionych w dzieciństwie). Takie wyładowanie Janov nazywa podstawowym pierwotnym krzykiem i płaczem.
Terapia ta ma prowadzić do wykorzenienia bólu. Poprzez kolejne sesje pacjent uczy się wyrażać swoje napięcia w sposób elementarny, a nie za pomocą neurotycznych zachowań. Po trzech tygodniach indywidualnych sesji przechodzi on do grupy terapeutycznej, gdzie w zależności od potrzeb uczestniczy w drugim etapie kuracji.
Terapia ma uświadomić pacjentowi jego prawdziwe, pierwotne potrzeby i w ten sposób znieść przymus pojawiania się neurotycznych zachowań.